# Davidsonska huset, Gustav Adolfs torg
För andra betydelser, se Davidsonska huset.

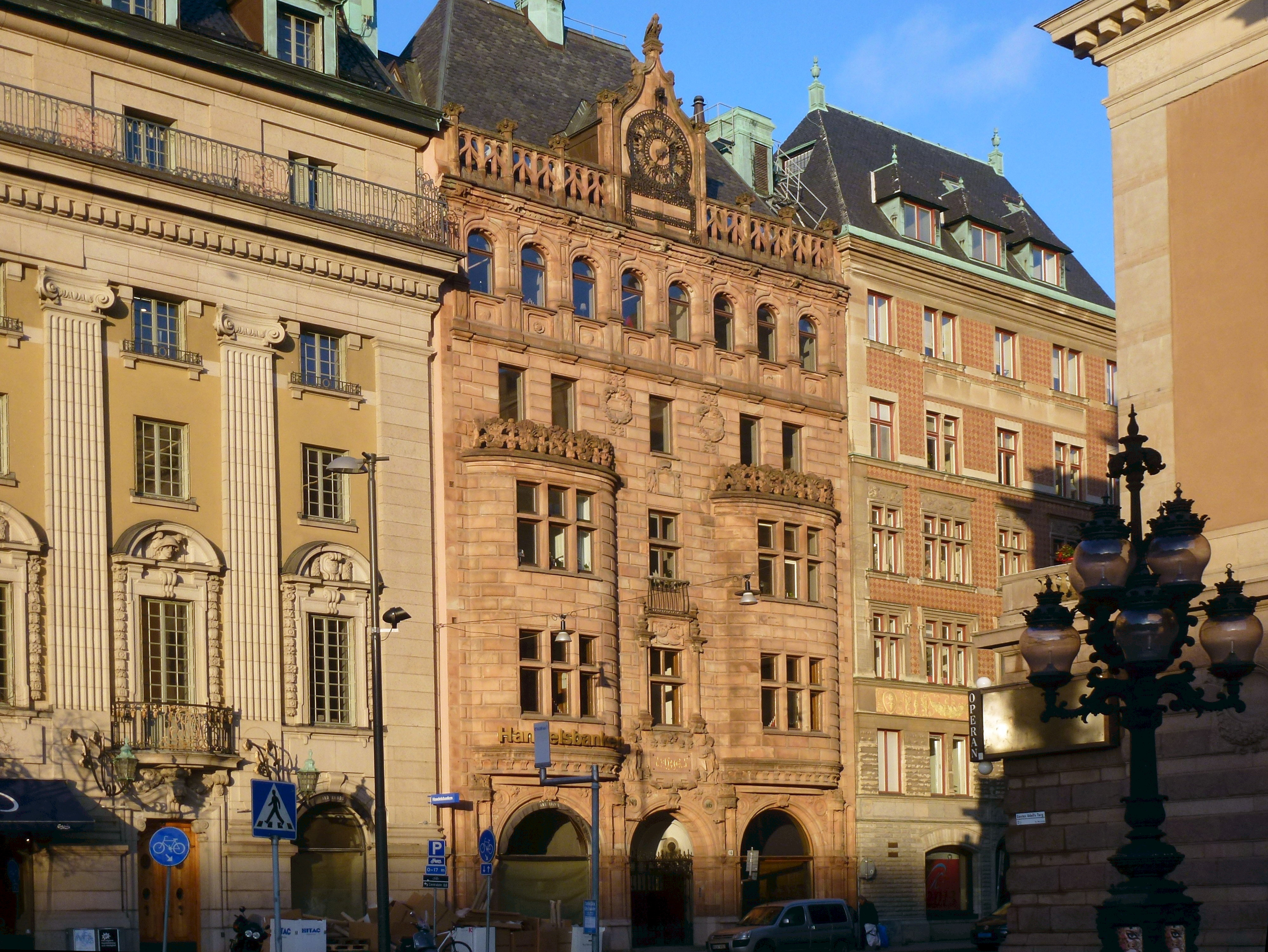
Davidsonska huset 2013

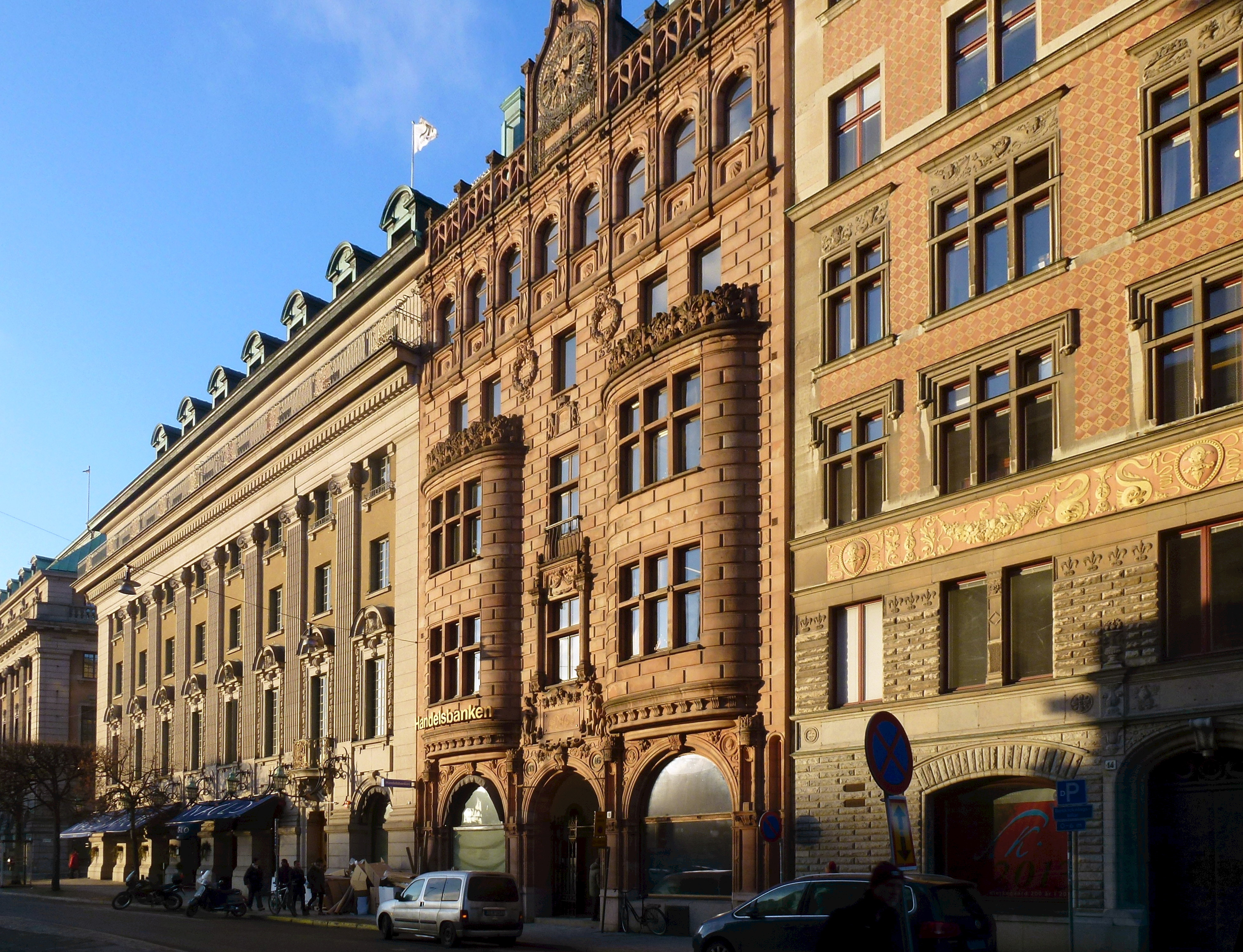
Davidsonska huset 2013

Davidsonska huset är en byggnad på Gustav Adolfs Torg 16 (tidigare Arsenalsgatan 8) i Stockholm. Huset sträcker sig genom kvarteret Jacob Mindre till Jakobsgatan 5. Granne till höger (mot öst) är Danmarks hus och till vänster är Sveriges Privata Centralbank.

## Historik
Byggnaden uppfördes mellan åren 1894 och 1896 på uppdrag av byggherre professor David Davidson som bostadsfastighet, men med Stockholms Handelsbanks huvudkontor i bottenvåningen. Huset är ritat av arkitekterna Agi Lindegren och Gustaf Lindgren. Den senare ritade med stor sannolikhet den dekorativa i fasaden i brunrosa orsasandsten. Byggnaden har beskrivit som höjdpunkten på den spanska vågen i Stockholms stenarkitektur, men många stilar möts i de fem våningarna under det svarta skiffertaket och dess takryttare. Ragnar Östberg skrev:
| ”                                            | En fängslande pittoresk och väl sammanhållen kombinering af medeltida- och renaissanceformer har också Lindgren helt nyligen åstadkommit i fasaden till huset n:o 8 Arsenalsgatan, midt emot Operan. Hela byggnaden växer upp lugnt och massivt i huggen sten med sina båda burspråk förträffligt svällande från byggnadskroppen och med sina fönster satta på pricken rätt. Husets afslutning upptill, med sin stegrade ornamentala effekt öfverst, bidrager ytterligare att göra denna byggnad till en af de präktigaste privata hus i Stockholm | „ |
| – Ragnar Östberg i Boken om Stockholm (1901) | |   |

## Senare ombyggnader

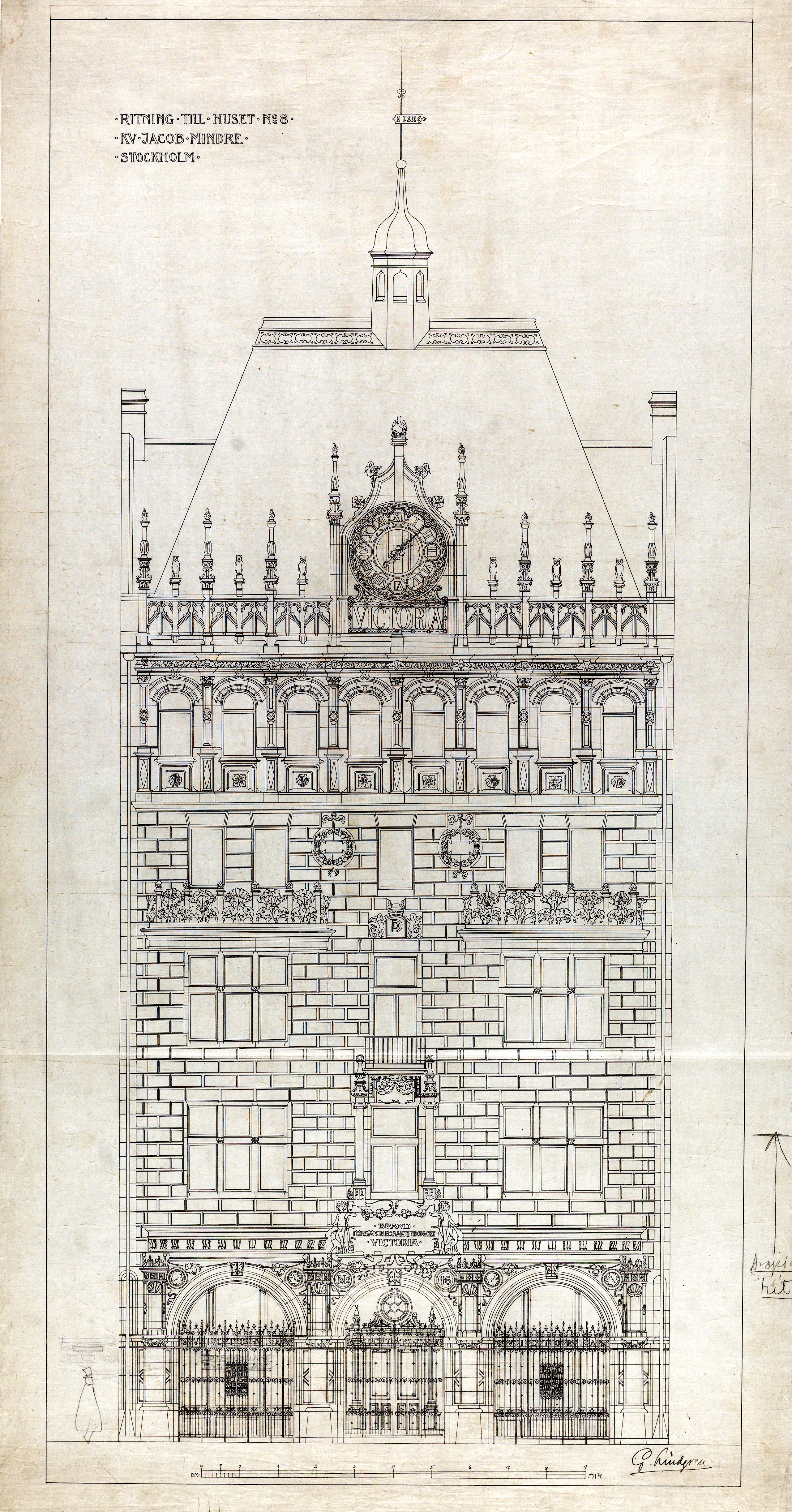
Ritning från om- och tillbyggnad 1917.

Davidsonska huset har genomgått ett antal ombyggnader där bland annat takdekor borttagits från gathuset mot Gustav Adolfs Torg. I dag finns inga bostäder kvar i huset. Den före detta bankhallen, som är placerad i kvarterets mitt, hör till de första i staden med överljus. Hallen bevarar sin ursprungliga formgivning, liknande en basilika med högt placerade fönster och lanterninbelysta sidoskepp, med ett svartvitt marmorgolv och väggar med helfransk ekboasering och huggen dekor med djurmotiv i gotiska former i grå kalksten.
Från 1912 disponerades huset av Brandförsäkringsbolaget Victoria, och senare av Broströmskoncernen. 
Byggnaden ägs liksom övriga byggnader i kvarteret, med undantag av den danska ambassaden, av Axfast. Den genomgick en ombyggnad 2022-2023, där Marge arkitekter utformade nya kontorslokaler för Boston Consulting Group.

## Detaljer

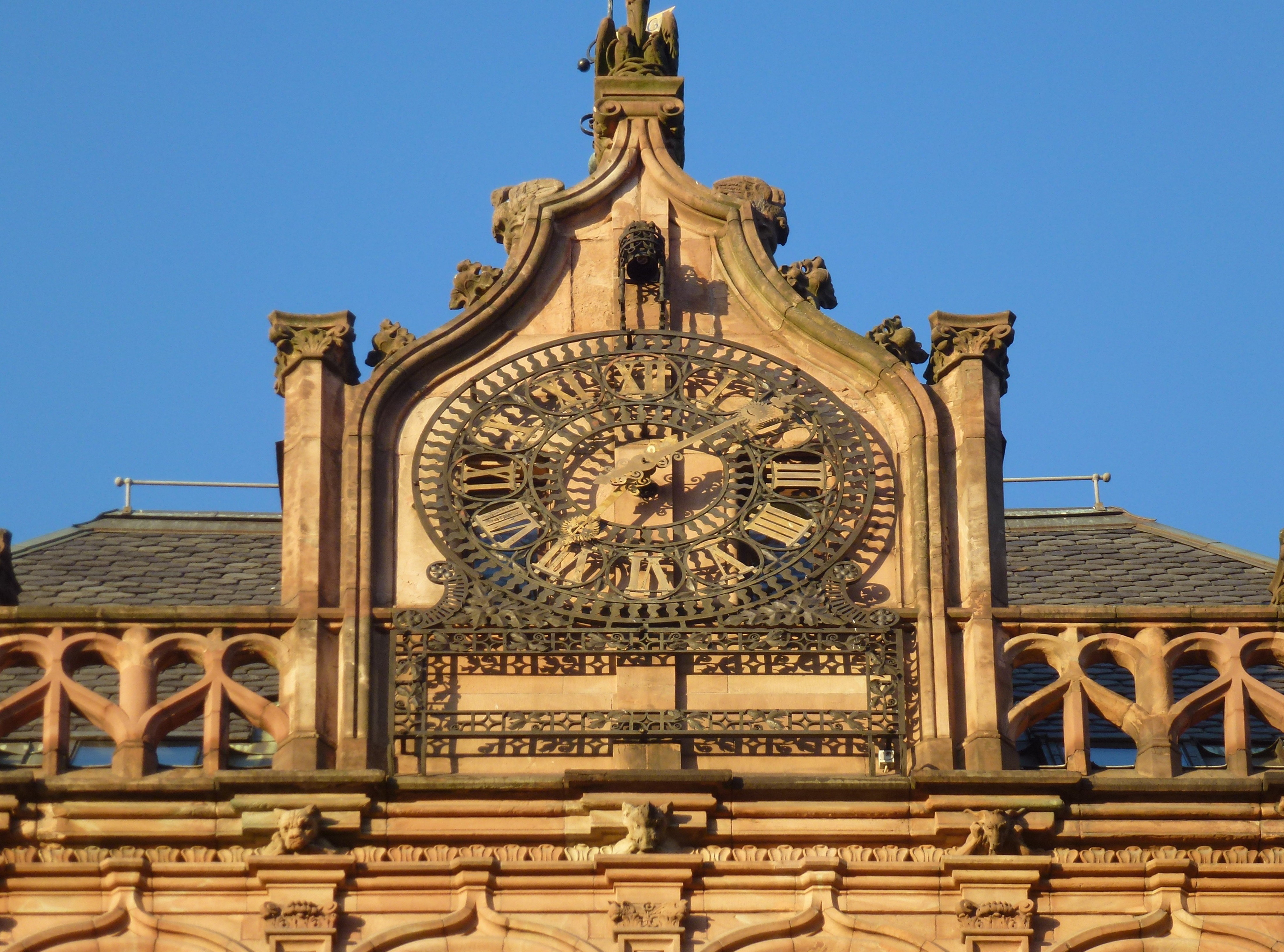
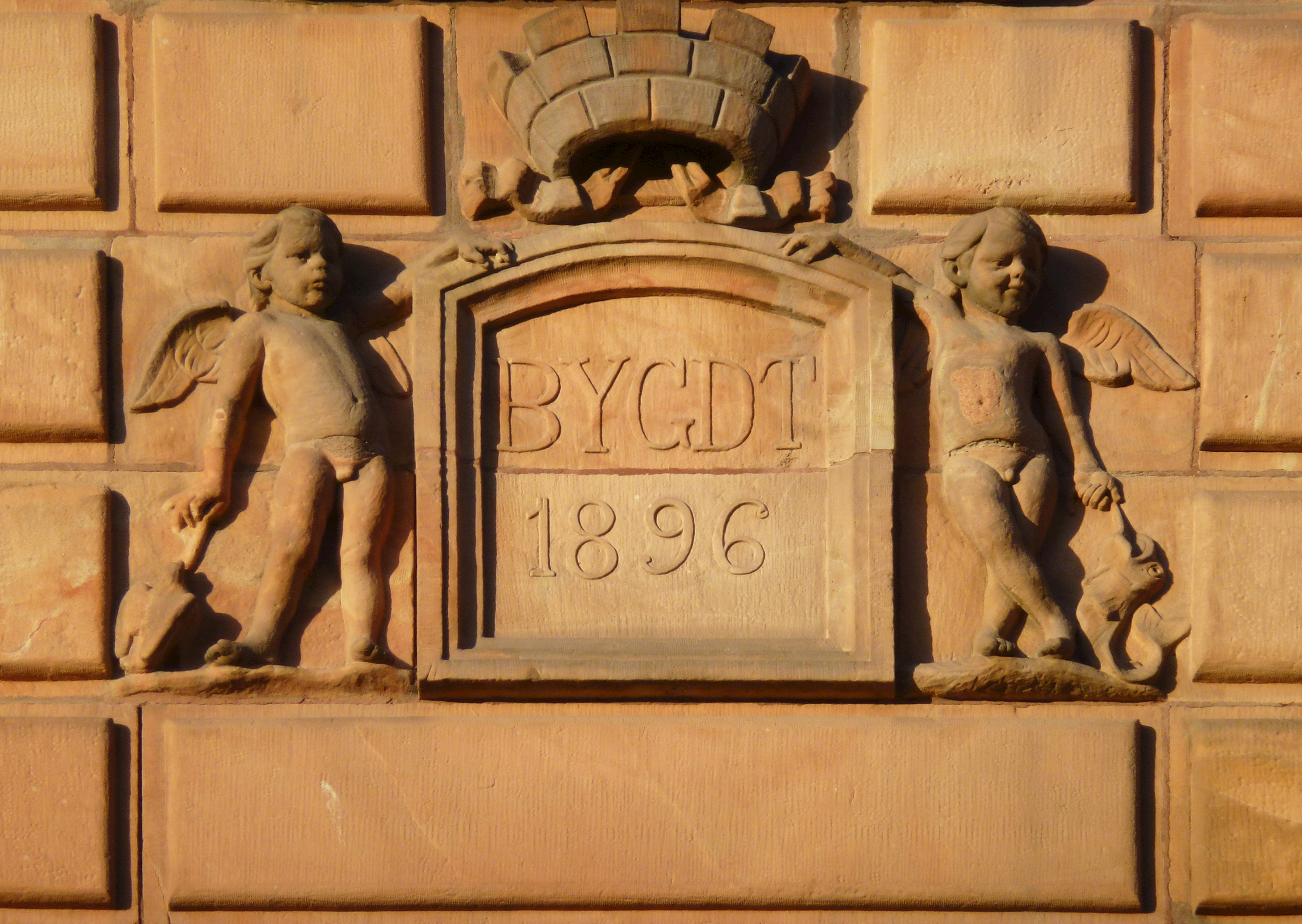
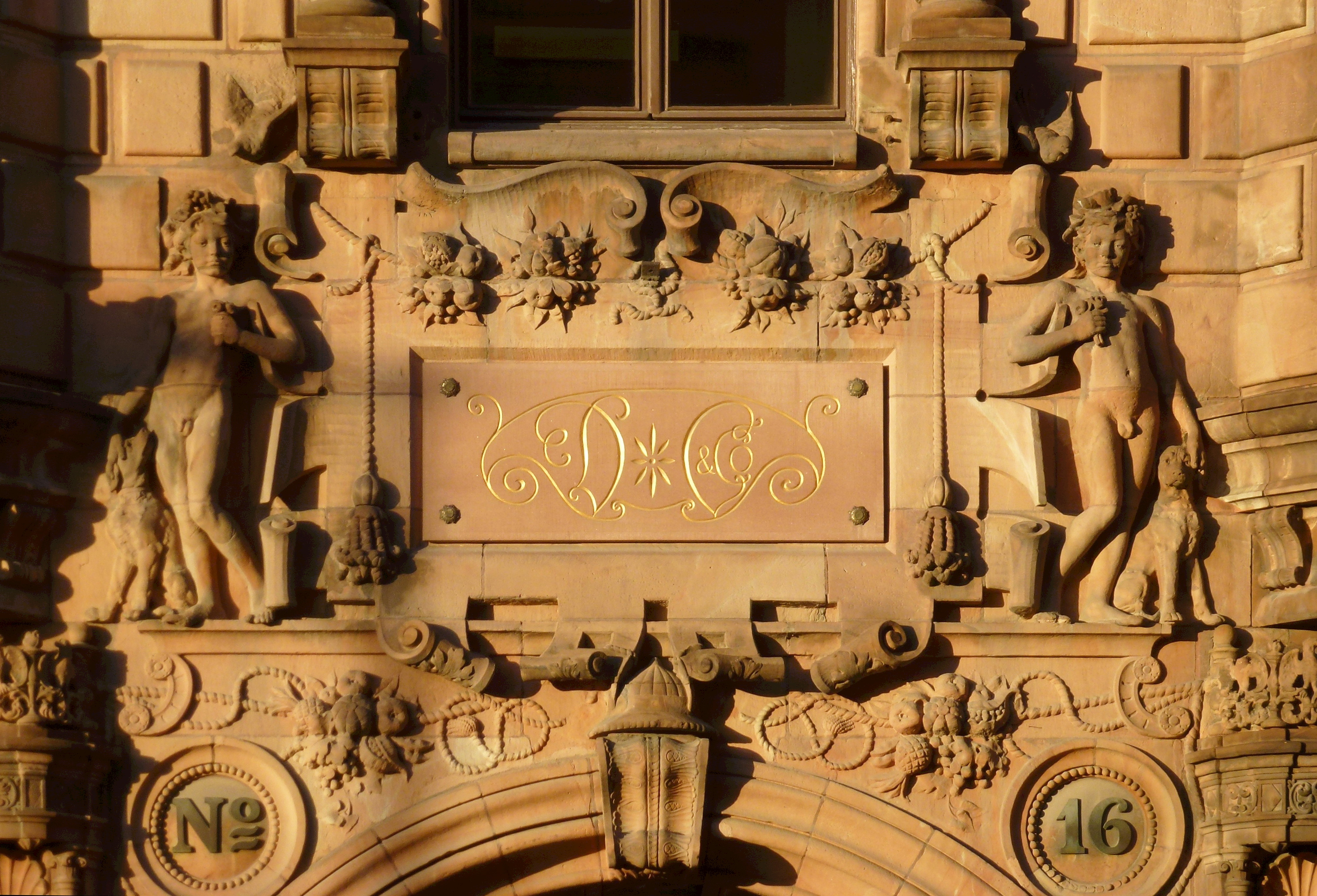
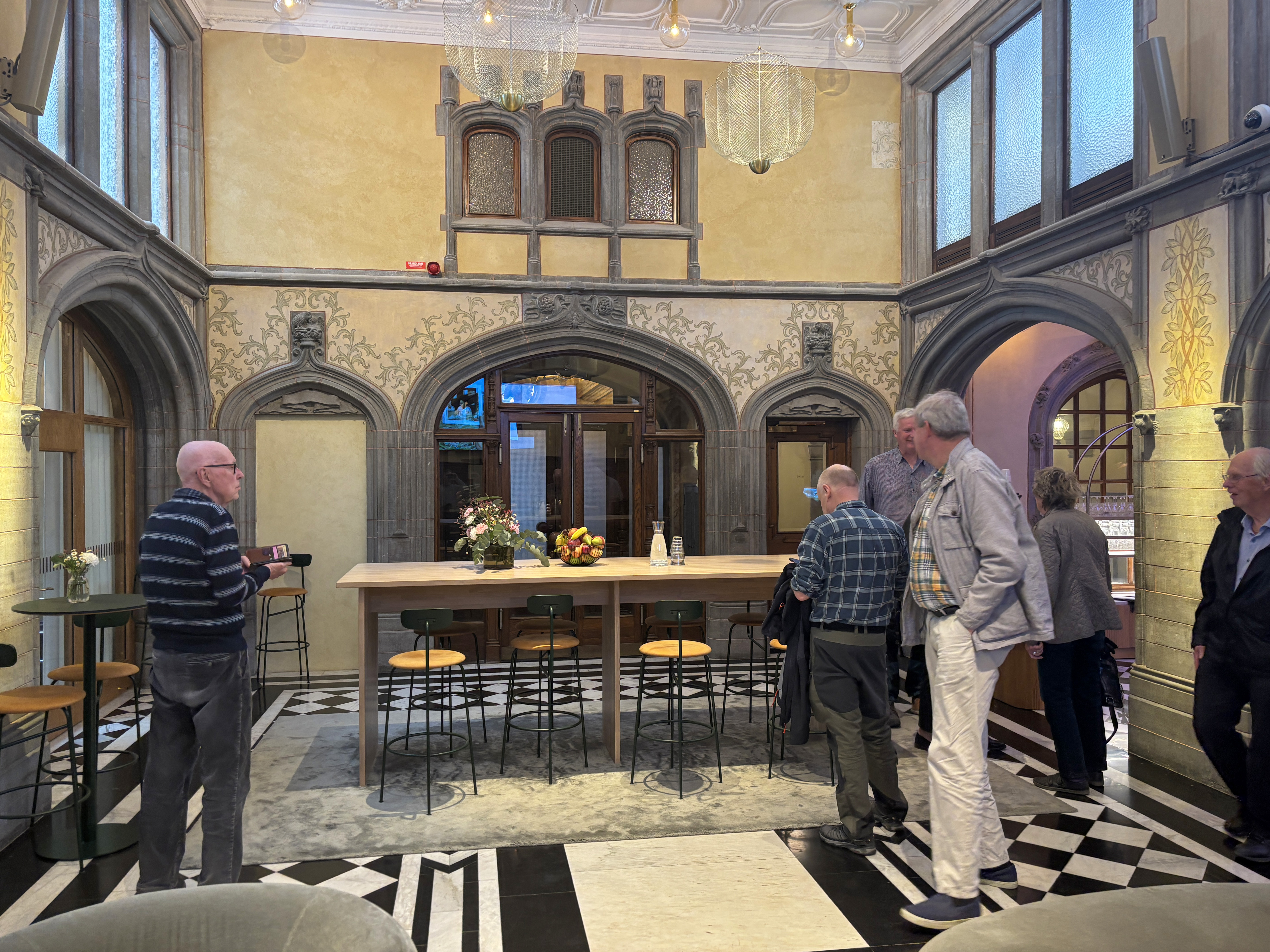